# Амадео Гарсия
Амадео Гарсия (на испански: Amadeo García) е испански треньор.

## Кариера
Треньор е на Депортиво Алавес и националния отбор на Испания. Участва с тях на Световното първенство през 1934 г.